# Frank Fockele
Frank Fockele (* 1950 in Neuss/Rhein) ist ein deutscher Autor und Musiker.

## Leben und Werk
Frank Fockele arbeitete von 1973 bis 1998 eng mit dem Komponisten Piet Janssens zusammen, u. a. als Schlagzeuger, Sänger, Darsteller und Regisseur im „Peter Janssens Gesangsorchester“, einem zentralen Musikensemble, auf den Großveranstaltungen der Deutschen Evangelischen Kirchentage und der Katholikentage zwischen 1973 und 1998. Er war Sänger und Schlagzeuger der ersten Formation der Gruppe Menschenkinder, die er 1979 zusammen mit Lele und Detlev Jöcker gründete.
Fockele ist Textautor vieler Neuer geistlicher Lieder. Er ist Mitglied der Textautoren- und Komponistengruppe TAKT.

## Werke (Auswahl)
- Fürchte dich nicht (1980; Musik: Nis-Edwin List-Petersen)
- Diese Nacht (1984; Musik: Holger Kiesé)
- Gottes Geist befreit zum Leben (1990; Musik: Susanne Brandt)
- Was die Kinder sagen (2004; Musik: Winfried Heurich)
- Ballade vom Schaf mit dem langen Atem (2004; Musik: Hartmut Reußwig 2005)

## Publikationen (Auswahl)
- Unsere Zeit – unsere Lieder – Interpret 23. Evangelischer Kirchentag, Berlin 1990
- Singen um gehört zu werden. Neue Lieder aus drei Jahrzehnten. Mit-Hrsg. Strube-Verlag, München 2007